# ジャン・タロー
ジャン・タロー（Jean Tharaud、1877年5月9日 - 1952年4月8日）はフランスの作家。
ジェローム・タローの弟。

## 生涯
オート＝ヴィエンヌ県で生まれる。若い時にモーリス・バレスの秘書を務めたこともある。
1906年ゴンクール賞受賞。1946年からアカデミー・フランセーズ会員。